# Delia Giovanola
Delia Cecilia Giovanola  (La Plata; 16 de febrero de 1926-18 de julio de 2022) fue una activista de derechos humanos argentina, una de las doce fundadoras de la Asociación Abuelas de Plaza de Mayo, que busca a los hijos nacidos en cautiverio de los desaparecidos durante la última dictadura militar argentina (1976-1983). Delia Giovanola encontró a su nieto Martín en noviembre de 2015, tras 39 años de búsqueda.

## Biografía

### Previo a Abuelas de Plaza de Mayo
Delia Giovanola nació en La Plata (provincia de Buenos Aires) el 16 de febrero de 1926. Su padre era Francisco Giovanola, nacido en Milán y escultor, y su madre era Angélica Viñales, oriunda de Lobos y ama de casa. Estudió en la escuela Mary O. Graham y se graduó de maestra, al igual que su hermana. Empezó a ejercer en 1945 en distintas escuelas de La Plata y en 1946 se casó con Jorge Narciso Ogando, quien había sido su novio desde los catorce años y con quien tuvo su único hijo, Jorge Oscar Ogando, el 28 de noviembre de 1947.
En 1963, cuando su hijo tenía quince años y Delia era maestra de grado en la Escuela N.º 11 de La Plata, falleció su marido tras un cáncer de pulmón. Delia comenzó a estudiar bibliotecología en el Instituto Superior de Bibliotecología y tras graduarse, se casó con Pablo Califano en 1968. Se fue a vivir a Villa Ballester, en donde empezó a ejercer de bibliotecaria en una escuela. En 1971 fue ascendida a vicedirectora de la escuela N.º 80 de José León Suárez y al cabo de dos años a directora de la escuela N.º 44.
En ese entonces, Jorge realizaba el servicio militar en City Bell. Cuando terminó el servicio se casó con Stella Maris Montesano, quien había sido alumna particular de Delia cuando era niña y en 1971 se recibió de abogada. En junio de 1973 tuvieron su primera hija, Virginia. La pareja prestaba su casa para reuniones y en 1976, por pedido de un primo de Jorge, alojaron a un joven que desapareció en agosto de ese año. En la madrugada del 16 de octubre de 1976, durante el Proceso de Reorganización Nacional, las Fuerzas Armadas secuestraron a la pareja, que son parte de los desaparecidos por la dictadura, y avisaron que quedaba una niña durmiendo en la cuna. Delia se hizo cargo de Virginia, jubilándose al año siguiente para dedicarse a la crianza de su nieta. Stella Maris Montesano se encontraba embarazada de ocho meses de su segundo hijo Martín, que se estima que nació en los primeros días de noviembre.

### Activismo
Tras la desaparición de su hijo, buscó durante varios meses a sus familiares sola y sin apoyo. A comienzos de 1977 integró el primer grupo de madres y familiares que se comenzaron a reunir en la Plaza de Mayo, que luego fue conocido como Madres de Plaza de Mayo. Dijo sentirse acompañada al ver que eran muchas mujeres en esa situación y que se volvió una necesidad ir a encontrarse con las demás madres. En octubre de 1977 recibió la invitación de Alicia Zubasnabar de De la Cuadra, «Licha», también participante de las rondas de las Madres, para formar un grupo especial de abuelas buscando a sus nietos desaparecidos. Ella y otras once mujeres fundaron entonces la Asociación de Abuelas de Plaza de Mayo, destinada a buscar a los nietos que estaban creciendo durante la búsqueda de sus padres.
Giovanola empezó a realizar habeas corpus por su hijo y nuera, pero después comenzó por su nieto nacido en cautiverio. Debido al trabajo de la asociación de informar mundialmente sobre lo sucedido en Argentina y en medio de la ignorancia recibida en el país, Delia recibió prontamente apoyo internacional de cientos de individuos. En Francia, la Fundación ACAT, dedicada a la lucha por los Derechos Humanos, lanzó un programa de madrinazgos a los nietos nacidos en cautiverio durante la dictadura argentina. La madrina asignada a Delia en 1978 para la búsqueda de Martín era François Becuwe, quien escribió cartas reclamando por el nieto de Delia a diferentes personalidades argentinas. Mantuvo correspondencia con Delia hasta fines de los años ochenta. Años después, Delia viajó a Europa y se encontró con la madrina de su nieto, quien se encontraba ciega. 
Delia dijo que pensó que liberarían a su hijo y su esposa por el embarazo avanzado de ella, que «los llevaban a declarar y los iban a liberar, pero bueno, no ocurrió». Sobre el vínculo de ellos con el Partido Revolucionario de los Trabajadores, Delia expresó: «Durante años juré que no tenían nada que ver con nada, pero el tiempo me fue dando pautas de que estaban comprometidos». Dijo no haberles conocido militancia política y que Jorge mostraba desinterés por ella, pero que pensaba que Stella pudo tener vínculos políticos.
Cuando era niña Virginia acompañaba a Delia en las rondas de las Abuelas alrededor de la Plaza de Mayo y cuando cumplió dieciocho años comenzó a interesarse en la historia de sus padres y a acompañar a su abuela activamente en la búsqueda de Martín. Tuvo dos hijos y trabajó en la secretaria de Derechos Humanos del Banco Provincia. Durante años participó del activismo de Abuelas y de HIJOS, y le escribió cartas a su hermano desaparecido hasta que en 2011 se suicidó sumida en una depresión. Delia expresó que su nieta le regaló 35 años de su vida y que «respetaba su decisión, pero [que] nada le consuela».
El 5 de noviembre de 2015, Abuelas de Plaza de Mayo encontró a Martín, el nieto de Delia. Martín tiene dos hijas, vive en el exterior desde el año 2000 aproximadamente y se había presentado en marzo de 2015 en Abuelas en búsqueda de su identidad. La sangre de Virginia en el Banco Nacional de Datos Genéticos sirvió para cotejar que Martín era nieto de Delia con un 99,99 % de probabilidad. Delia dijo estar feliz por haber cumplido su promesa tras la desaparición de su hijo y poder decir ahora «misión cumplida». También dijo que la mano de Virginia le «guiaba permanentemente» y que no solo había cumplido con Martín sino que también con ella. Finalmente, expresó: «Quiero verlo, conocerlo, dentro mío hay amontonados 39 años». Martín, por su parte, se comunicó con su abuela el mismo día del anuncio y hablaron por alrededor de una hora, en la cual Martín le preguntó a Delia sobre su vida.

Que los hubieran juzgado y condenado si estaban equivocados, si estaban haciendo algo malo. Pero no lo hicieron. Aparte, ¿qué de malo hacía una criatura? ¿Por qué quedarse con la criatura? Fue el botín de guerra, directamente. No cabe el perdón. […] No hay ese sentimiento de culpa por parte de ellos. No hay nada que incite al perdón. Yo les puedo perdonar si a mí me reintegran mis pérdidas, pero no van a poder.
Delia Giovanola.

## Abuelas de Plaza de Mayo

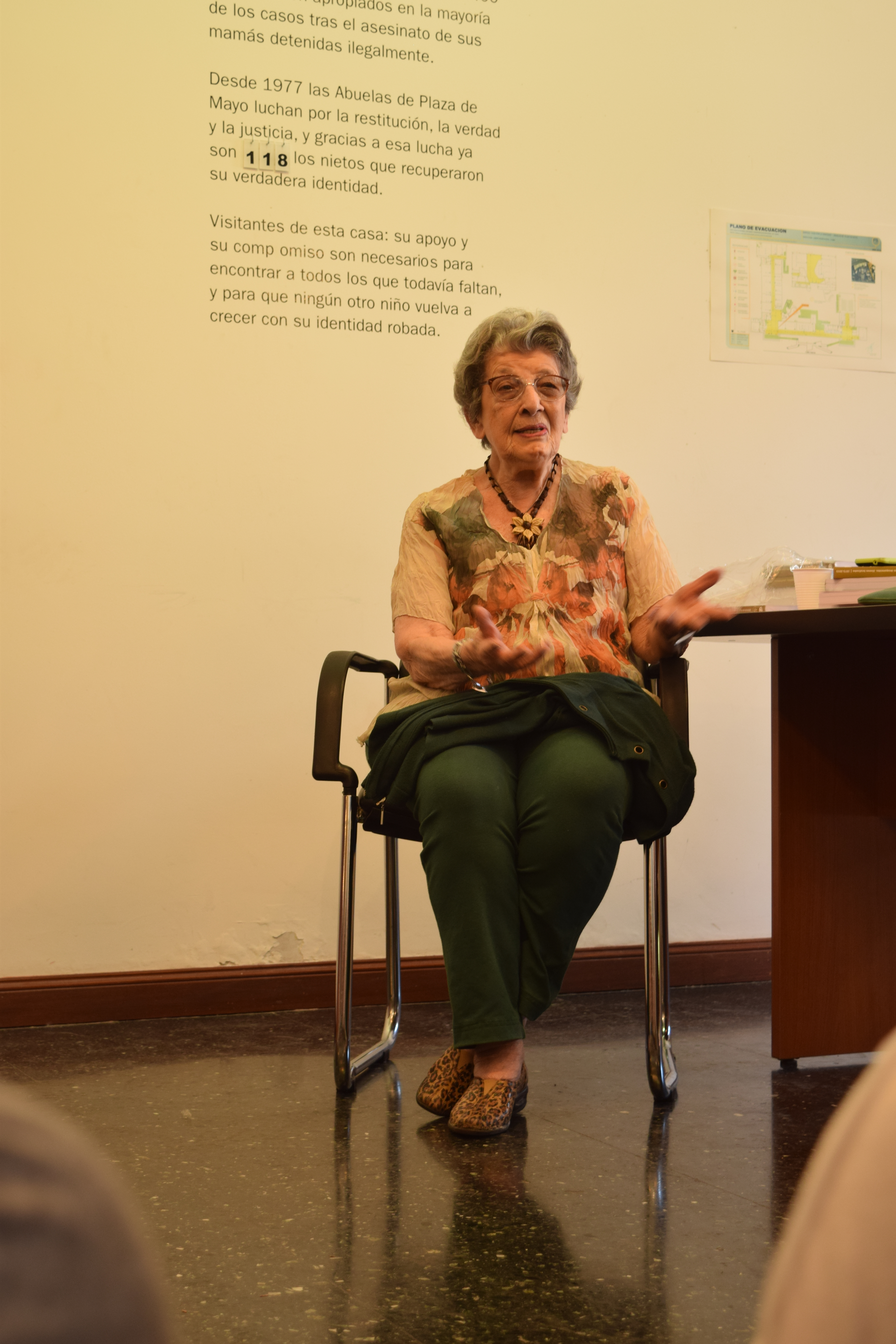
Delia Giovanola durante una editatón realizada por Wikimedia Argentina en 2015.

El golpe de Estado del 24 de marzo de 1976 estableció un régimen terrorista que tuvo como eje la desaparición forzada de los opositores y la imposición de un clima de terror destinado a evitar cualquier reclamo; el solo hecho de preguntar por el paradero de un familiar detenido-desaparecido era riesgoso y podía resultar a su vez en la detención-desaparición. En ese momento la situación de indefensión e impotencia de los familiares de las personas desaparecidas era extrema, ya que ninguna democracia del mundo, ni la Iglesia católica, de gran influencia en el país, o las organizaciones internacionales humanitarias, estaba dispuesta a condenar las atrocidades cometidas por el régimen militar y, por el contrario, en algunos casos cooperaban con la represión ilegal. Tampoco era posible recurrir al sistema judicial, ya que los jueces argentinos rechazaban sistemáticamente los recursos de habeas corpus.
En esas condiciones un grupo de madres, padres y familiares de los desaparecidos iniciaron un movimiento de resistencia no violenta, que se volvería histórico. La propuesta surgió de Azucena Villaflor, luego desaparecida y asesinada por la dictadura:

Tenemos que ir directamente a la Plaza de Mayo y quedarnos allí hasta que nos den una respuesta.

 El 30 de abril de 1977 comenzaron a marchar cada jueves alrededor de la Pirámide de Mayo, en la plaza del mismo nombre, situada frente a la casa de gobierno. Para llamar la atención las mujeres decidieron cubrirse el cabello con un pañal de tela blanco. El grupo recibió rápidamente el nombre de Madres de Plaza de Mayo y por su sola presencia comenzó a ejercer presión nacional e internacional sobre el destino de las personas que desaparecían en la Argentina. Inicialmente el régimen militar intentó explicar la presencia de esas personas caminando alrededor de la pirámide, sosteniendo que se trataba de "locas". Entre estas madres-abuelas se encontraba Alicia Zubasnabar de De la Cuadra, "Licha", quien había comenzado a participar en las rondas en septiembre de 1977, junto con su esposo y Hebe de Bonafini.
Por ese entonces María Isabel Chorobik de Mariani había comenzado a buscar a otras madres de desaparecidos que, como ella, también estuvieran buscando a sus nietos. Mariani había sido impulsada a agruparse con otras abuelas por Lidia Pegenaute, una abogada que se desempeñaba como asesora de menores en los tribunales de La Plata, donde aquella intentaba infructuosamente encontrar alguna solución para su caso. Peganaute, fue una de los casos excepcionales de funcionarios del poder judicial, que colaboraron genuinamente con los familiares de desaparecidos. En el segundo semestre de 1977 Mariani fue a buscar a De la Cuadra a su casa de La Plata:

El día que conocí a Alicia ella estaba con un salto de cama rosado y ordenaba su casa. Empezamos a charlar y perdimos la noción del tiempo. Ese día empecé a descubrir lo que realmente estaba pasando y a entender que la búsqueda debía hacerse de otra manera, que no había un solo niño desaparecido sino por lo menos dos. Y si había dos, ¿cuántos más podrían ser? Por primera vez tuve la horrorosa sensación de que no encontrábamos a los niños porque no nos los querían entregar.

Ese día María Isabel Mariani y Alicia de De la Cuadra tomaron la decisión de agruparse como abuelas y esta convocó a aquellas que conocía de las rondas de los jueves en Plaza de Mayo.

Licha (Alicia de De la Cuadra) buscó a las otras abuelas que ya conocía de la Plaza de Mayo, nos reunimos y decidimos empezar a trabajar juntas. Éramos 12 en ese momento. A mi me asombró verlas con tanta serenidad; yo era un guiñapo, un llanto continuo, las veía a ellas tan serenas y decía ’tengo que ser como ellas’. Primero nos dimos a conocer como «Abuelas Argentinas con Nietitos Desaparecidos». Pero fuimos creciendo, la gente empezó a conocernos y a llamarnos las "Abuelas de Plaza de Mayo". (Chicha Mariani)

Las doce madres-abuelas fundadoras fueron: María Isabel Chorobik de Mariani, Beatriz H. C. Aicardi de Neuhaus, Eva Márquez de Castillo Barrios, Alicia Zubasnabar de De la Cuadra, Vilma Delinda Sesarego de Gutiérrez, Mirta Acuña de Baravalle, Haydee Vallino de Lemos, Leontina Puebla de Pérez, Delia Giovanola de Califano, Raquel Radio de Marizcurrena, Clara Jurado y María Eugenia Casinelli de García Irureta Goyena. Licha Zubasnabar fue su primera presidenta. Inicialmente adoptaron el nombre de Abuelas Argentinas con Nietitos Desaparecidos, pero en 1980 terminaron organizándose legalmente con la denominación por la que ya eran públicamente reconocidas, Abuelas de Plaza de Mayo.
Este subgrupo de Las Madres comprendió que la situación de los niños secuestrados por las fuerzas de seguridad, era diferente a la de sus padres y que se precisaban estrategias y metodologías específicas para recuperarlos. "Buscar a sus nietos sin olvidar a sus hijos", fue la consigna que las agrupó.
Durante la dictadura militar y a pesar de los riesgos, las Abuelas de Plaza de Mayo iniciaron una tarea detectivesca para localizar a sus nietos, sin abandonar la búsqueda de sus hijos, a la vez que emprendieron una acción de sensibilización nacional e internacional acerca de los niños desaparecidos y el robo de bebés.
Una vez recuperada la democracia el 10 de diciembre de 1983 las Abuelas promovieron la utilización de los últimos adelantos genéticos para establecer un sistema de identificación de los nietos apropiados, sin antecedentes en el mundo y presionaron para que el Estado enjuiciara a los responsables de los secuestros de los niños, considerándolo como parte de un plan represivo.

## Homenajes y reconocimientos
En 2023 la concejala de General San Martín Carolina Pedelacq (Frente de Todos) presenta un proyecto de Ordenanza en el Concejo Deliberante local para realizar el cambio de nomenclatura de la calle 63 (Pacífico Rodríguez) que atraviesa las localidades de Villa Ballester y José León Suárez, por el de "Abuela Delia Giovanola". Cabe destacar que en un homenaje realizado el 24 de marzo de 2023 ya se realizó de manera informal el cambio de la cartelería de una cuadra de la calle, entre Lamadrid y San Lorenzo, se espera que el proyecto de cambio de nombre sea aprobado en el transcurso del año para que tenga reconocimiento oficial.